# Deveatîr, Jovkva
Deveatîr (în ucraineană Дев'ятир, în germană Einsingen) este localitatea de reședință a comunei Deveatîr din raionul Jovkva, regiunea Liov, Ucraina. Satul a fost locuit de germanii galițieni.

## Demografie
Componența lingvistică a localității Deveatîr
     Ucraineană (100%)
Conform recensământului din 2001, toată populația localității Deveatîr era vorbitoare de ucraineană (100%).